# زنان در پیشرفت

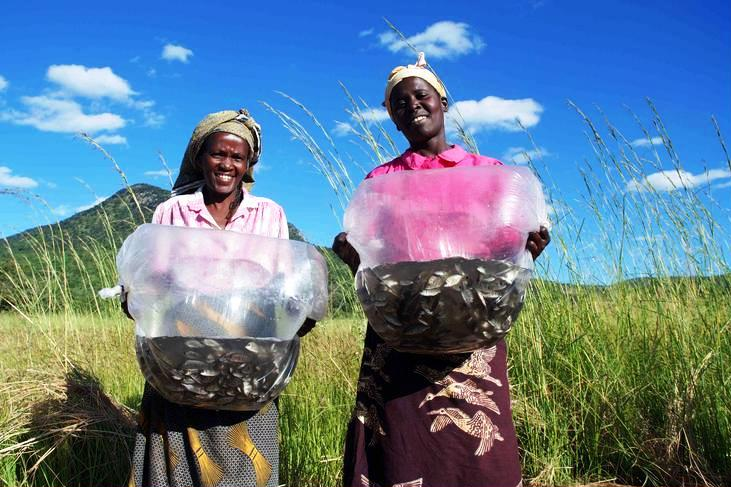
زنان ماهیگیر در زامبیا

زنان در حال توسعه رویکردی از پروژه‌های توسعه‌ای است که در دهه ۱۹۶۰ ظهور کرد و خواستار درمان مسائل زنان در پروژه‌های توسعه است. این ادغام زنان در اقتصاد جهانی با بهبود وضعیت آن‌ها و کمک به توسعه کل است. بعداً، رویکرد جنسیت و توسعه (GAD) تأکید بیشتر بر روابط جنسیتی را پیشنهاد کرد تا اینکه مسائل زنان را جدا از هم ببیند.

## مفاهیم
در آفریقا، هرمان باومن در سال ۱۹۲۸، با مقاله کلاسیک خود «تقسیم کار مطابق فرهنگ کج بیل آفریقایی»، در آفریقا یکی از اولین کسانی که اهمیت زنان را در کشاورزی شناخت. کابری در سال ۱۹۵۲ مطالعه بسیار نقل شده‌ای در مورد زنان در کامرون منتشر کرد و اطلاعات تجربی مربوط به فعالیت‌های زن و مرد در کشاورزان کاکائو نیجریه در سال ۱۹۵۶ توسط گالتی، بالدوین و دینا منتشر شد. نقش پیشگام زنان استر بوزروپ در توسعه اقتصادی توجه بیشتری را به اهمیت نقش زنان در اقتصاد کشاورزی و عدم همسویی پروژه‌های توسعه با این واقعیت نشان داد. در پیشگفتار کتاب خود، بوزروپ نوشت که «در ادبیات گسترده و رو به رشد در مورد توسعه اقتصادی، تأملات در مورد مشکلات خاص زنان بسیار اندک است.» وی نشان داد که زنان اغلب بیش از نیمی از کار کشاورزی را انجام می‌دهند، در یک مورد تا ۸۰٪، و آنها نیز نقش مهمی در تجارت دارند. 
در کشورهای دیگر، زنان به شدت کم‌کار شدند. طبق سرشماری سال ۱۹۷۱ در هند، زنان ۴۸٫۲ درصد از جمعیت را تشکیل می‌دهند اما تنها ۱۳ درصد از فعالیت اقتصادی را تشکیل می‌دهند. زنان از بسیاری از مشاغل رسمی مستثنی بودند، بنابراین ۹۴٪ از نیروی کار زنان در بخش غیر سازمان یافته‌ای مشغول به کار بودند که در کشاورزی، کشاورزی، جنگلداری، شیلات، صنایع دستی و غیره کار می‌کردند. با آگاهی روزافزون از مسائل زنان، در دهه ۱۹۷۰ برنامه ریزان توسعه سعی در ادغام بهتر زنان در پروژه‌هایشان برای بهره‌وری بیشتر داشتند. رویکرد زنان در پیشرفت در ابتدا ساختارهای اجتماعی موجود را در کشور دریافت کننده پذیرفت و به چگونگی ادغام بهتر زنان در طرح‌های توسعه موجود پرداخت. هدف مستقیم افزایش بهره‌وری و درآمد زنان بود. 

## فعالیت‌ها

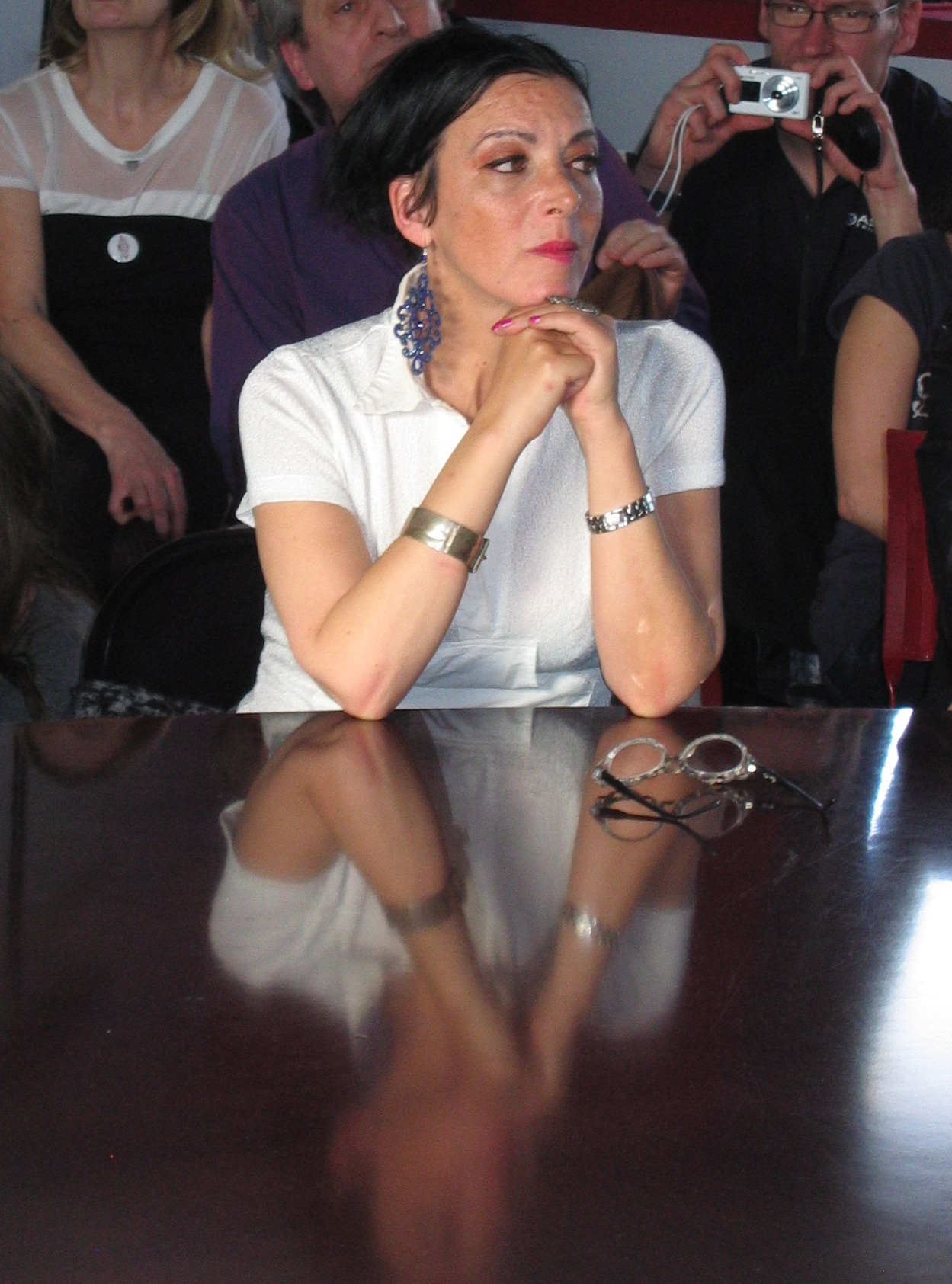
مارسلا ایاکوب حقوقدان و محقق اخلاق زیستی

برنامه عمران ملل متحد (UNDP) بخش ویژه ای برای زنان در حال توسعه ایجاد کرد و اقدامات مشخصی را برای اطمینان از مشارکت زنان در پروژه‌های UNDP ارتقا داد. مقاله استراتژی توسعه بین‌المللی سازمان ملل برای سومین دهه توسعه سازمان ملل متحد، که در سال ۱۹۸۰ صادر شد، تعدادی از زنان را در مسائل توسعه به رسمیت شناخت. این فراخوان زنان را به ایفای نقش فعال در همه بخشها و در همه سطوح برنامه اقدام مصوب در کنفرانس جهانی دهه سازمان ملل متحد برای زنان اعم از نماینده و ذی‌نفع دعوت کرد. سیاست‌های صنعتی سازی، غذا و کشاورزی، علم و فناوری و توسعه اجتماعی همه باید زنان را درگیر کند. 
گزارش سال ۱۹۸۵ مرکز توسعه OECD نمونه گسترده‌ای از پروژه‌های توسعه با هدف زنان را مورد بررسی قرار داد. نتیجه‌گیری شد که بسیاری از افراد بیش از حد رفاه مدار هستند. در این گزارش آمده‌است: «پروژه‌های آینده باید از رویکرد اقتصاد خانگی پرهیز کنند و بر فعالیت‌های درآمدزایی که برای زنان مشارکت کننده مرتبط و مفید هستند متمرکز شوند». همچنین به کمبود اطلاعات در مورد نقش‌ها و فعالیت‌های زنان اشاره کرد و خواستار تحقیق بیشتر به عنوان ورودی پروژه‌های توسعه شد. 
چارچوب تحلیلی هاروارد سعی در رفع این نگرانی‌ها داشت. این چارچوب از سال ۱۹۸۰ با درخواست از دانشگاه هاروارد برای آموزش زنان در پیشرفت از بانک جهانی آغاز شد. جیمز آستین، که به خاطر آموزش روش موردی در هاروارد شهرت داشت، تیمی را با سه زن باتجربه در کار زنان در پیشرفت هدایت کرد: کاترین اورهولت، مری اندرسون و کاتلین کلود. اینها به «تیم هاروارد» معروف شدند. این چارچوب توسط انستیتوی توسعه بین‌المللی هاروارد و با همکاری دفتر زنان در پیشرفت نمایندگی ایالات متحده آمریکا برای توسعه بین‌المللی شرح داده شد و اولین بار در سال ۱۹۸۴ توسط کاترین اورهولت و دیگران توصیف شد. این یکی از ابتدایی‌ترین چارچوب‌ها بود. نقطه شروع این چارچوب این فرضیه بود که برای پروژه‌های کمک توسعه اقتصادی تخصیص منابع به زنان و همچنین مردان منطقی است، که این امر توسعه را کارآمدتر می‌کند - موقعیتی به نام «رویکرد کارایی».
در نوامبر ۱۹۹۰، رهبران اتحادیه همکاری‌های منطقه‌ای جنوب آسیا برای همکاری‌های منطقه‌ای (SAARC) توصیه‌های دومین نشست وزیران سارار زنان در حال توسعه را که در ژوئن ۱۹۹۰ برگزار شد، تأیید کردند، با این توافق که سال‌های ۱۹۹۱ تا ۲۰۰۰ باید به عنوان «دهه سارک» رعایت شود کودک دختر". طیف گسترده‌ای از توصیه‌ها برای بهبود رشد کودکان دختر پذیرفته شد.

## انتقاد
برخی از اعتبار فرضیات اساسی رویکرد زنان در پیشرفت انتقاد کرده‌اند، در حالی که برخی دیگر معتقدند که این روش به اندازه کافی زیاد پیش نمی‌رود.  گروه دوم می‌گوید که این فرایندهای اجتماعی بزرگتر را که زندگی زنان و نقش تولید مثل آنها را تحت تأثیر قرار می‌دهد، نادیده می‌گیرد. این روش به دلایل اصلی نابرابری جنسیتی نمی‌پردازد. رویکرد جنسیت و توسعه (GAD) در دهه ۱۹۸۰ با استفاده از تجزیه و تحلیل جنسیت برای ایجاد دیدگاه گسترده‌تر، سعی در رفع این مشکل داشت. این رویکرد بیشتر به روابط متمرکز است، روشی که زنان و مردان در فرایندهای توسعه مشارکت می‌کنند تا تمرکز دقیق بر مسائل زنان. 
در مقاله ۱۹۸۸ زنان در حال توسعه: تعریف مسائل بانک جهانی، پل کولیر استدلال کرد که سیاست‌های عمومی خنثی از جنسیت ممکن است ناکافی باشد، و سیاست‌های خاص جنسیت برای کاهش موثرتر مشکلات لازم است. حداقل در بعضی از کشورها، زنان به‌طور فزاینده ای درگیر بودجه بندی و مدیریت مالی شده‌اند و از کنفرانس ۱۹۹۵ پکن در مورد زنان، افزایش بودجه بندی پاسخ دهنده به جنسیت افزایش یافته‌است. 